# Authority (ラッパー)
Authority（オウソリティー、1997年〈平成9年〉5月5日 - ）は、日本のラッパー。

## 経歴
青森県黒石市で育った。青森県内の商業高校に入学。1年間留年し高校を卒業。高校二年生（17歳）の時にラップを始める。BAZOOKA!! 高校生RAP選手権第11回に出場。ULTIMATE MC BATTLE 2018を皮切りに数々のMCバトルに出場し上位入賞を獲得。バトルMCとしての名を不動のものとする。
2020年1月、1st EP『22 Space』をリリース。2020年12月、2nd EP『Invitation』をリリース。2021年5月、1stアルバム『EMRAL』をリリース。

## 名前の由来
ラップを始めた当時周りにラップをしている人がおらず自分がラップで有名になって影響を与えたいという思いから、影響力と調べて出てきた英単語『Authority』と名付けた。
命名した当初はアウソリティーと読んでいたが発音のミスに後々気づきオーソリティーと名乗るようになる。

## MCバトル

### 主な成績

#### MCバトル大会
| 大会                                   | 順位    |
| -------------------------------------- | ------- |
| ULTIMATE MC BATTLE 2018                | 準優勝  |
| 凱旋MC Battle 東西選抜 春ノ陣 2019     | ベスト4 |
| 凱旋MC Battle 東西選抜 夏ノ陣 2019     | 優勝    |
| 戦極 U-22 MCBATTLE FINAL2019           | 優勝    |
| SPOT LIGHT 2019                        | 優勝    |
| 戦極 MCBATTLE 第21章                   | 優勝    |
| ULTIMATE MC BATTLE 2019                | 優勝    |
| KING OF KINGS GRAND CHAMPIONSHIP 2019  | 準優勝  |
| 凱旋MC Battle 西日本ZEPP TOUR 大阪ノ陣 | 準優勝  |
| BATTLE SUMMIT 2022                     | 優勝    |
| KING OF KINGS vs 真ADRENALINE #6       | 優勝    |
| 戦極 MCBATTLE 第31章 北海道祭2023      | 準優勝  |
| KING OF KINGS GRAND CHAMPIONSHIP 2023  | ベスト4 |

#### MCバトル大会予選
| 大会                             | 順位   |
| -------------------------------- | ------ |
| ULTIMATE MC BATTLE 2016 青森予選 | 優勝   |
| ULTIMATE MC BATTLE 2017 青森予選 | 優勝   |
| ULTIMATE MC BATTLE 2018 青森予選 | 優勝   |
| 戦極 MCBATTLE 第20章 東北予選    | 準優勝 |
| ULTIMATE MC BATTLE 2019 青森予選 | 優勝   |

## ディスコグラフィ
- 2020年1月    1st EP    『22 Space』
- 2020年12月  2nd EP   『Invitation』
- 2021年5月、 1stAlbum『EMRAL』[3]
- 2022年4月　3rd EP 『Tensei』
- 2023年3月　4th EP 『In My Head』
- 2024年11月　5th EP  『From Hot North Side』

## 出演
- BAZOOKA!! 高校生RAP選手権（BSスカパー!）
- フリースタイルダンジョン(テレビ朝日）